# أيوب ولي
أيوب ولي (بالفارسية: ایوب والی) هو لاعب كرة قدم إيراني في مركز الدفاع، ولد في 9 أغسطس 1987 في إيران. لعب مع نادي فولاد خوزستان.